# Innocenti Mini

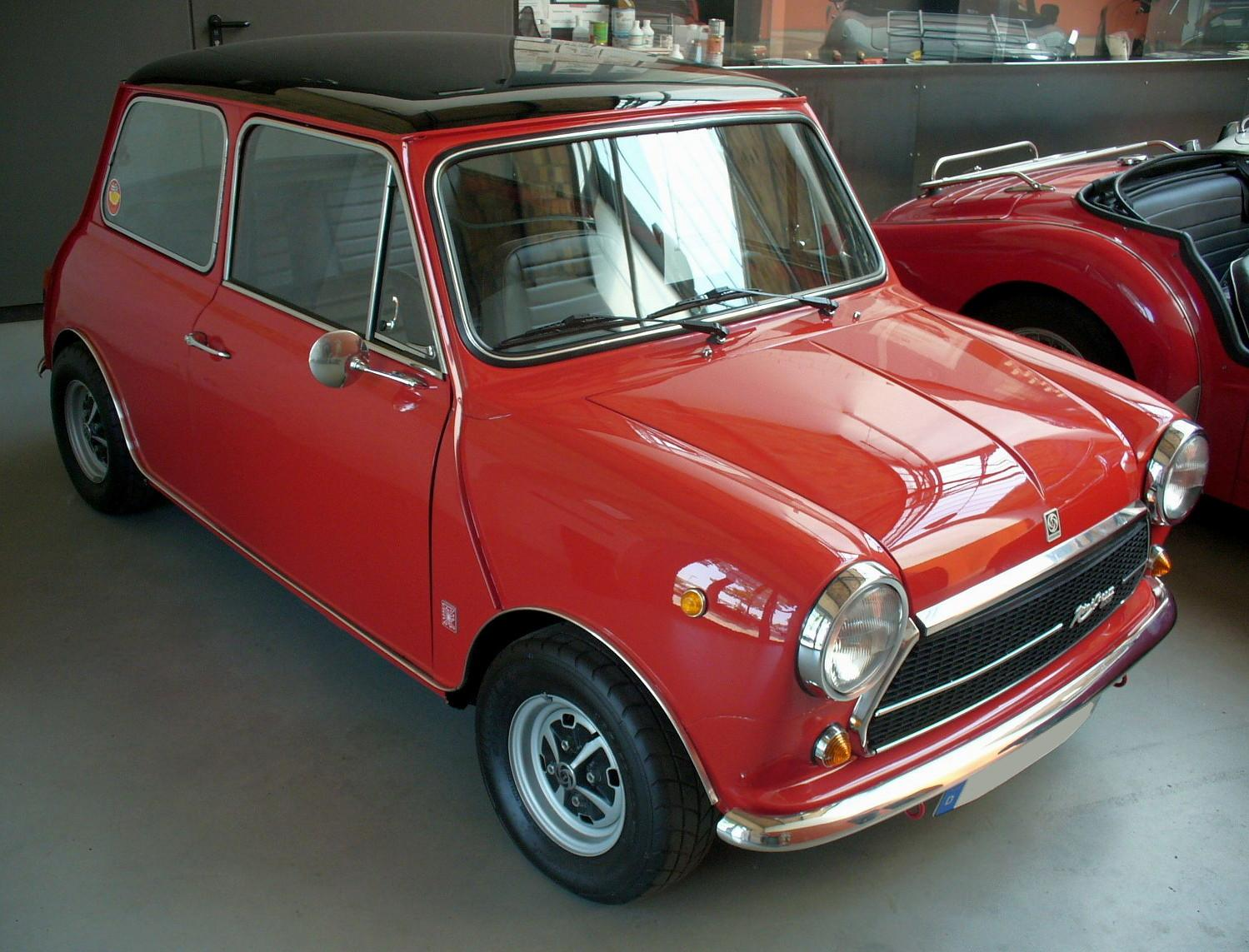
Innocenti Mini

De Innocenti Mini was een auto uit de miniklasse, die van 1965 tot 1975 werd geproduceerd door de Milanese autofabrikant Innocenti, vooral voor de Italiaanse markt. 
Het model kwam technisch en uiterlijk grotendeels overeen met de door Alec Issigonis ontwikkelde en in 1959 gepresenteerde Mini, maar was op enkele details afwijkend. 
Op basis van de Innocenti Mini verscheen in 1974 een herziene versie met een carrosserie van Bertone, die door Innocenti als Mini 90 of Mini 120 werd verkocht. Dat model bleef tot 1993 in productie.